# We Tadra Khonglo
 (avril 2019).
We Tadra Khonglo (tibétain : དབའས་སྟག་སྒྲ་ཁོང་ལོད, Wylie : dbavs stag sgra khong lod) ou We Tara Khonglo (tibétain : དབས་ཏ་ར་ཁོང་ལོད, Wylie : dbavs ta ra khong lod) , appelé en chinois Xinuoluo Gonglu (chinois simplifié : 悉诺逻恭禄 ; chinois traditionnel : 悉諾邏恭祿 ; pinyin : Xīnuòluó Gōnglù), décédé en 728, est un homme politique et un officier de l'Empire du Tibet.  Il est lönchen (བློན་ཆེན་, blon chen, lönchen, chancelier du Tibet) de 727 à 728.